# Cinara banksiana
Cinara banksiana är en insektsart som beskrevs av Pepper och Tissot 1955. Cinara banksiana ingår i släktet Cinara och familjen långrörsbladlöss. Inga underarter finns listade i Catalogue of Life.